# 鄒秉恬
鄒秉恬（1960年—），香港荃灣區議會海濱選區前區議員暨前區域市政局議員。

## 簡歷
- 於1991年香港區議會選舉中勝出，成為荃灣區議員至2019年。
- 於1995年透過區議會代表席位，晉身區域市政局議員之列，至2000年臨時區域市政局解散為止。
- 曾聯同林偉強、戴權等人士合組名單參選1998年香港立法會選舉新界西選區，排在第三位，惟該名單落選。
- 曾自行參選2004年香港立法會選舉及2008年香港立法會選舉新界西選區，都未能當選。
- 曾再自資獨立參選2010年香港立法會新界西補選，都未能當選。[1]
- 於2012年香港立法會選舉中，聯同陳強、丁衍華等人士合組名單參選新界西選區，排在第四位。低票未能當選。
- 2017年5月，他舉辦「鄒秉恬議員1/4世紀情懷暨五月天母親金曲演唱會」，因演唱會名稱與台灣樂團「五月天」雷同而引發討論。[2]《明報》報導指出，在可供選購的大約200個座位中，並沒有任何人購票。[3]
- 2017年11月，鄒秉恬在區議會會議動議當政府在沙灘舉行活動時，「暫時禁止着性感泳衣嘅男女進入沙灘」，被指是在沙灘推行「限奶令」[4]。
- 2019年區議會選舉，被岑敖暉以5113票對1974票徹底擊敗，於點票未完成便黯然離開，為其近30年的政治生涯劃上句號。
- 2020年7月6日，落選荃灣海濱花園業委會選舉，在荃灣海濱花園第五座選舉中落敗。張駿業以 4,164 份(70票)勝出，而鄒秉恬則獲 2,442 份(39票)。[5]

## 爭議

### 政治聯繫
港進聯網頁上曾顯示鄒秉恬2003年10月為該組織執委，及2002年7月港進聯發出通告指鄒成為其新成員，而鄒秉恬則否認有相關聯繫。在2004年選舉呈請之中，鄒呈上港進聯信函，該函確認鄒並非港進聯成員。

### 海濱花園管理
海濱花園住戶受訪時指出，鄒秉恬任業主代表的第五座的升降機經常故障，而廁所沖廁亦經常停水，批評鄒秉恬沒有處理管理問題。同時，住戶亦指他公器私用，每次在「海濱節」的幸運大抽獎必定抽中他，連同其家人及黨羽都一定有份。「荃灣海濱花園事務關注組」成員指出，鄒秉恬曾於屋苑空地舉辦個人演唱會，令噪音滋擾街坊。同時，他會在座頭公開居民的大頭照片，更報警控告撕去其個人宣傳單張的居民「刑事毀壞」。

## 外部連結
- 鄒秉恬的Facebook專頁